# Muriel Ostriche
Muriel Ostriche (24 de maio de 1896 – 3 de maio de 1989) foi uma atriz norte-americana da era do cinema mudo. Trabalhou para Thanhouser Film Corporation e estrelou 134 filmes em toda sua carreira.

## Filmografia selecionada
- Robin Hood (1912)
- Rick's Redemption (1913)
- The House in the Tree (1913)
- The Ten of Spades (1914)
- The Amateur Detective (1914)
- When Fate Rebelled (1915)
- Check No. 130 (1915)
- Mortmain (1915)
- Kennedy Square (1916)
- The Men She Married (1916)
- The Dormant Power (1917)
- Moral Courage (1917)
- The Good for Nothing (1917)
- A Square Deal (1917)
- Youth (1917)
- The Volunteer (1917)
- The Purple Lily (1918)
- Hitting the Trail (1918)
- Tinsel (1918)
- Merely Players (1918)
- The Road to France (1918)